# Franck Cammas

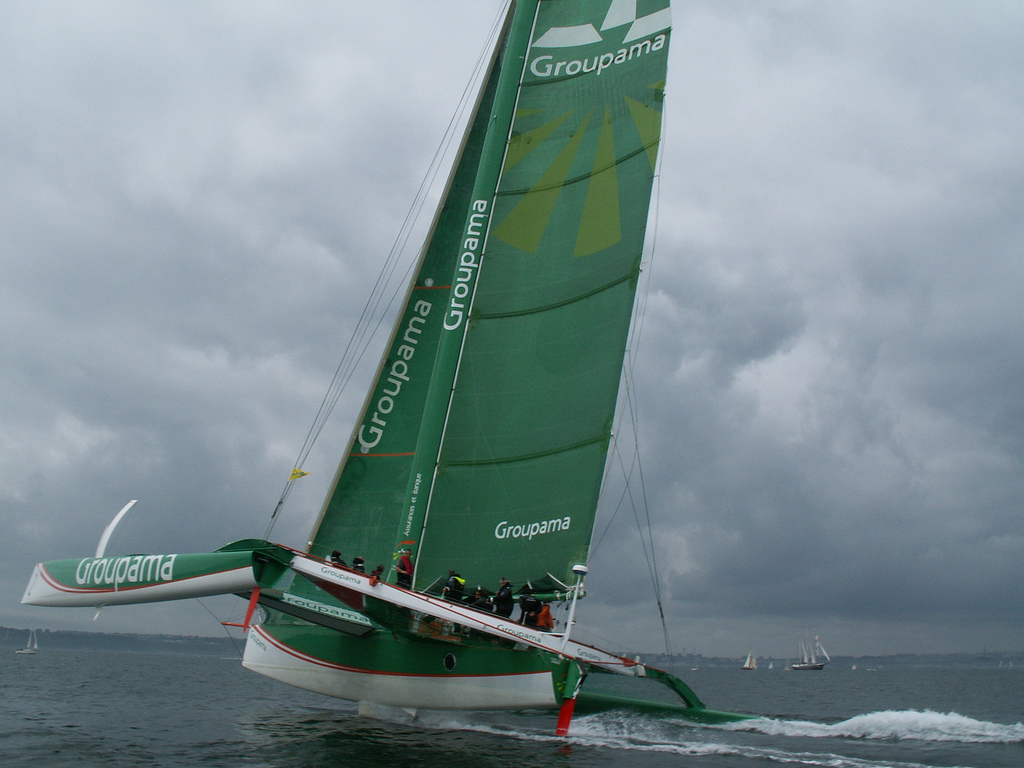
Groupama 2 (Brest 2008)

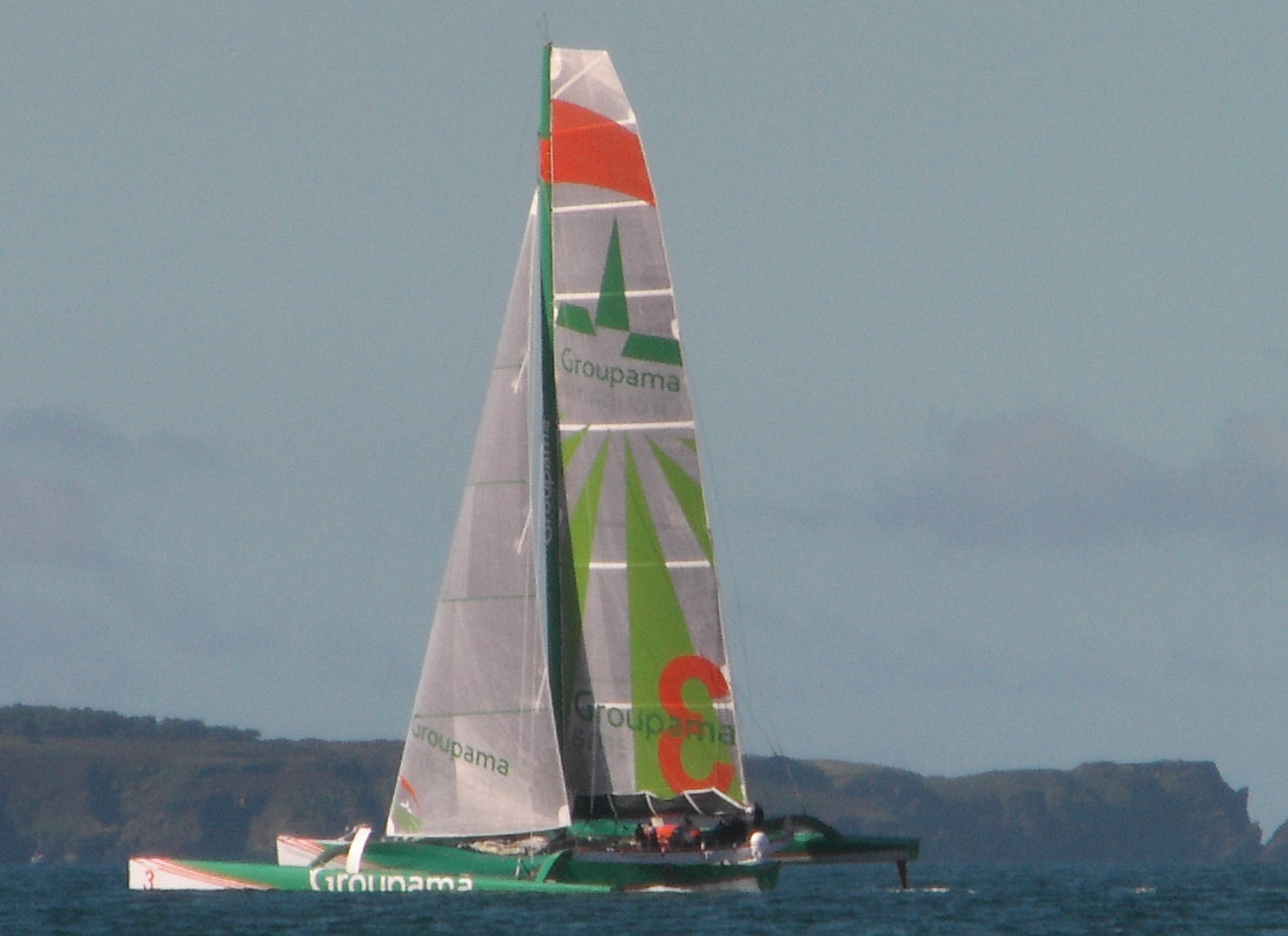
Groupama 3 in der Südbretagne 2006

Franck Cammas (* 22. Dezember 1972 in Aix-en-Provence, Frankreich) ist ein französischer Profisegler, der vor allem durch Regattaerfolge und Geschwindigkeitsrekorde – unter anderem 2010 die schnellste Weltumsegelung – auf den Trimaranen Groupama 2 bzw. Groupama 3 berühmt geworden ist.

## Leben

### 1972–1994: Jugend und Beginn der Segelkarriere
Cammas wuchs als Sohn von zwei Lehrern (Technologie bzw. Naturwissenschaften) und Enkel italienischer Großeltern in der Provence auf, in einem Haus ohne fließend Wasser. Der Sportschwimmer segelte zunächst 420er Jollen in Marseille, Südfrankreich. Als 15-Jähriger lernte er bei der Segelschule Les Glénans in der Bretagne das Yachtsegeln kennen. Nach seinem zweiten Glénans-Kurs wurde er für die Segelschule als 17-Jähriger ehrenamtlicher Segellehrer, wodurch er kostenlos segeln konnte.
Nach dem Abitur belegte Cammas, der am conservatoire (Musikschule) Klavier und Geige lernte oder gelernt hatte, als classes préparatoires Höhere Mathematik (mathématiques supérieures, kurz math sup) und Spezielle Mathematik (Mathématiques spéciales, kurz math spé). Doch Cammas wandte sich den Studien ab und dem Meer zu: Mit 21 Jahren absolvierte Cammas das Institut Nautique de Bretagne, und am Glénans-Stützpunkt in Marseillan (Mittelmeerküste) legte er das Brevet d'État ab, eine Berufsausbildung für Segellehrer und die Organisation von Segelschulen.

### 1994–2006: Regattakarriere
War Cammas bisher nach eigenen Angaben kaum Regatten gesegelt, so änderte sich das, als er 1994 die für Segler zwischen 18 und 25 Jahren ausgeschriebene Challenge Espoir Crédit Agricole gewann: Ziel der Regatta ist die Auswahl eines Nachwuchsseglers, der die nächsten zwei Jahre auf einem Einrumpf-Regattaboot des Typs Figaro Bénéteau II an Einhandhochseeregatten im Rahmen des Championnat de France de Course au Large en Solitaire (etwa: französische Einhand-Hochseeregatten-Meisterschaft) teilnimmt und im bretonischen Hafen Port-la-Fôret (bei La Forêt-Fouesnant) eine Ausbildung von den dort trainierenden namhaften Regattaseglern erhält. Cammas zog in die Bretagne, wo er seither wohnt (Stand ca. 2009). 1997 gewann der erst 24-Jährige die angesehene Einhandregatta Solitaire du Figaro.
Die schnellsten Segelboote sind allerdings nicht Einrumpfboote wie das Figaro Bénéteau II, sondern Mehrrumpfboote und zwar insbesondere Trimarane. Mit seinem neu gewonnenen Sponsor Groupama, einem Versicherungs- und Bankunternehmen, konnte Cammas von 1998 einen eigenen Trimaran segeln, die Groupama. In den folgenden Jahren gewann Cammas auf ihr und ihrem Nachfolger Groupama 2 als Skipper vordere Plätze in verschiedenen bedeutenden Hochsee-Regatten, darunter die Transatlantik-Regatten Transat Québec–Saint-Malo (2000) und Transat Jacques Vabre (2001, 2003, 2007). Von 2000 bis 2007 konnte er sechsmal die ORMA-Weltmeisterschaft für 60-Fuß-Mehrrumpfboote für sich entscheiden.

### Seit 2007: Regatten- und Rekordsegeln

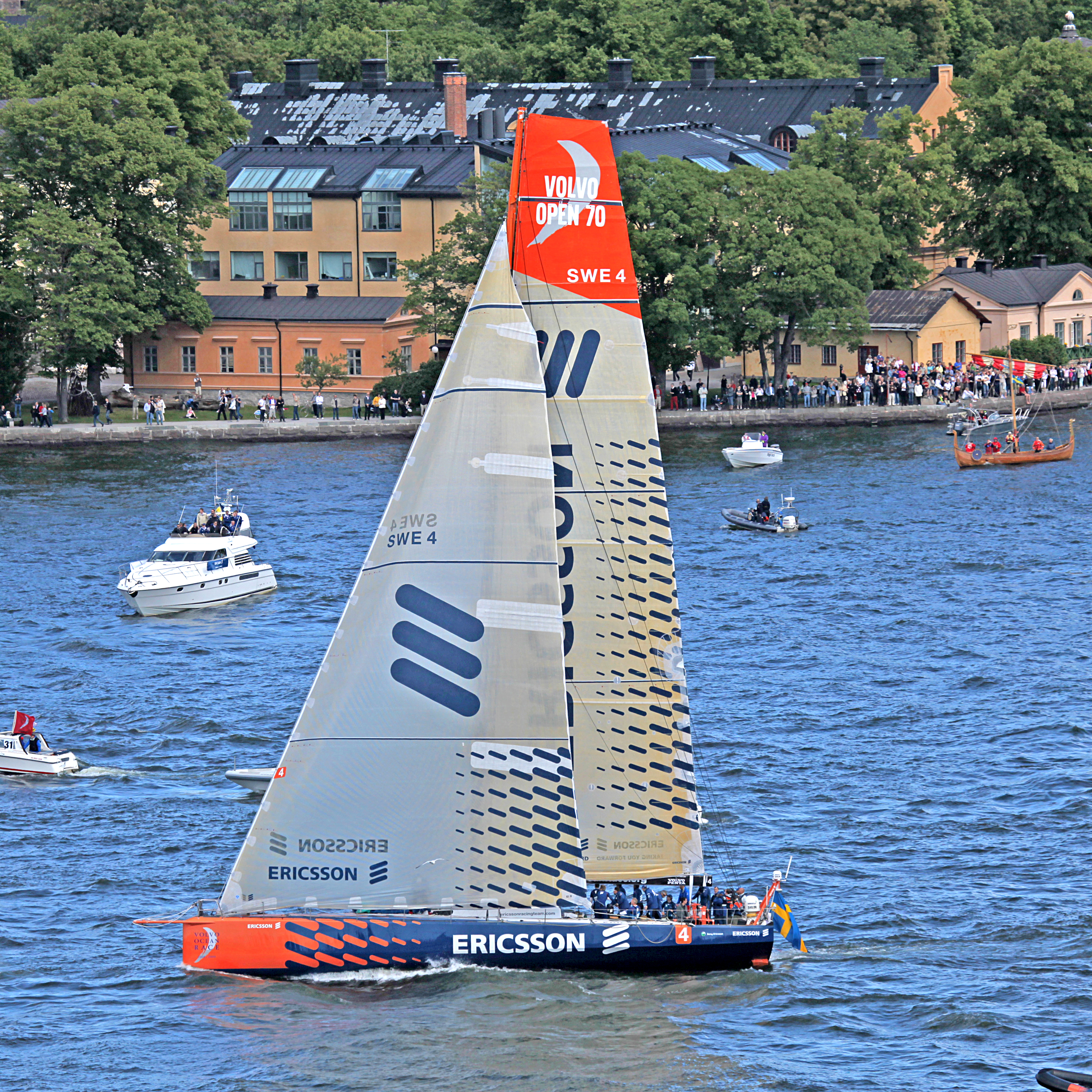
Ericsson 4, Gewinnerin des Volvo Ocean Race 2008/09, die Cammas nun als Groupama 70 nutzt

Neben den bedeutenden Hochseeregatten wendet sich Cammas zunehmend den Geschwindigkeitsrekorden zu, die er vor allem mit dem Ende 2004 vom Stapel gelaufenen Maxi-Trimaran Groupama 3 angreift. So verbesserte er 2007 den Rekord für die versegelte Strecke in 24 Stunden (vgl. Etmal) und für die Nordatlantiküberquerung (New York–Lizard Point), 2009 für die Mittelmeerüberquerung Marseille-Karthago. Nach zwei erfolglosen Versuchen aufgrund Materialschäden gelang ihm im März 2010 der Gewinn der Jules-Verne-Trophäe für die schnellste Weltumsegelung – mit einer Zeit unter 50 Tagen.
Auch an Regatten nimmt Cammas weiterhin teil. Dabei weitete er auch die Wahl seiner Boote aus: Im Frühjahr 2009 lief sein 40-Fuß-Katamaran Groupama 40 vom Stapel. Und als die Einhandregatta Route du Rhum 2010 für unbegrenzt große Boote geöffnet wurde, meldete er sich sogar mit der Groupama 3 an. Der eigentlich für eine zehnköpfige Mannschaft konzipierte Maxi-Trimaran wurde als Einhandboot eingerichtet, unter anderem durch Verwendung eines kürzeren Mastes (33,5 anstatt der üblichen 41 Meter) und Verringerung der Segelfläche, um den Segeldruck zu verringern, sowie durch Einrichtung einer Fahrrad-ähnlichen Konstruktion, um die ungeheuren Kräfte der großen Segel nicht nur mit Arm-, sondern wechselweise mit Beinmuskeln bändigen zu können. Der Aufwand lohnte – Cammas gewann die Regatta und stellte zugleich mit dem riesigen Boot einen neuen Regatta-Streckenrekord auf. Am Ende des Jahres wählten die Hörer von Radio France Cammas zum „Sportler des Jahres“.
Für die nächsten Jahre plant Cammas insbesondere die Teilnahme an der nächsten Ausgabe der Weltumsegelungsregatta Volvo Ocean Race 2011/12. Da die Regatta auf Einrumpfbooten ausgetragen wird, hat das Groupama-Team dafür einerseits das Boot des vorigen Gewinners, die Ericsson 4, gekauft (jetzt Groupama 70) und baut außerdem derzeit ein eigenes 70-Fuß-Boot (geplanter Stapellauf der Groupama 4 im März 2011).
Der Wahlbretone Cammas besitzt ein Haus zwischen Quimper und Lorient und hat zwei Töchter (geboren ca. 2003 und 2004), von deren Mutter er sich aber inzwischen getrennt hat (Stand 2006). In seiner Freizeit hat sich Cammas im Laufe der Zeit neben der Musik auch für das Schwimmen, Skifahren und Bergsteigen begeistern können.

## Boote

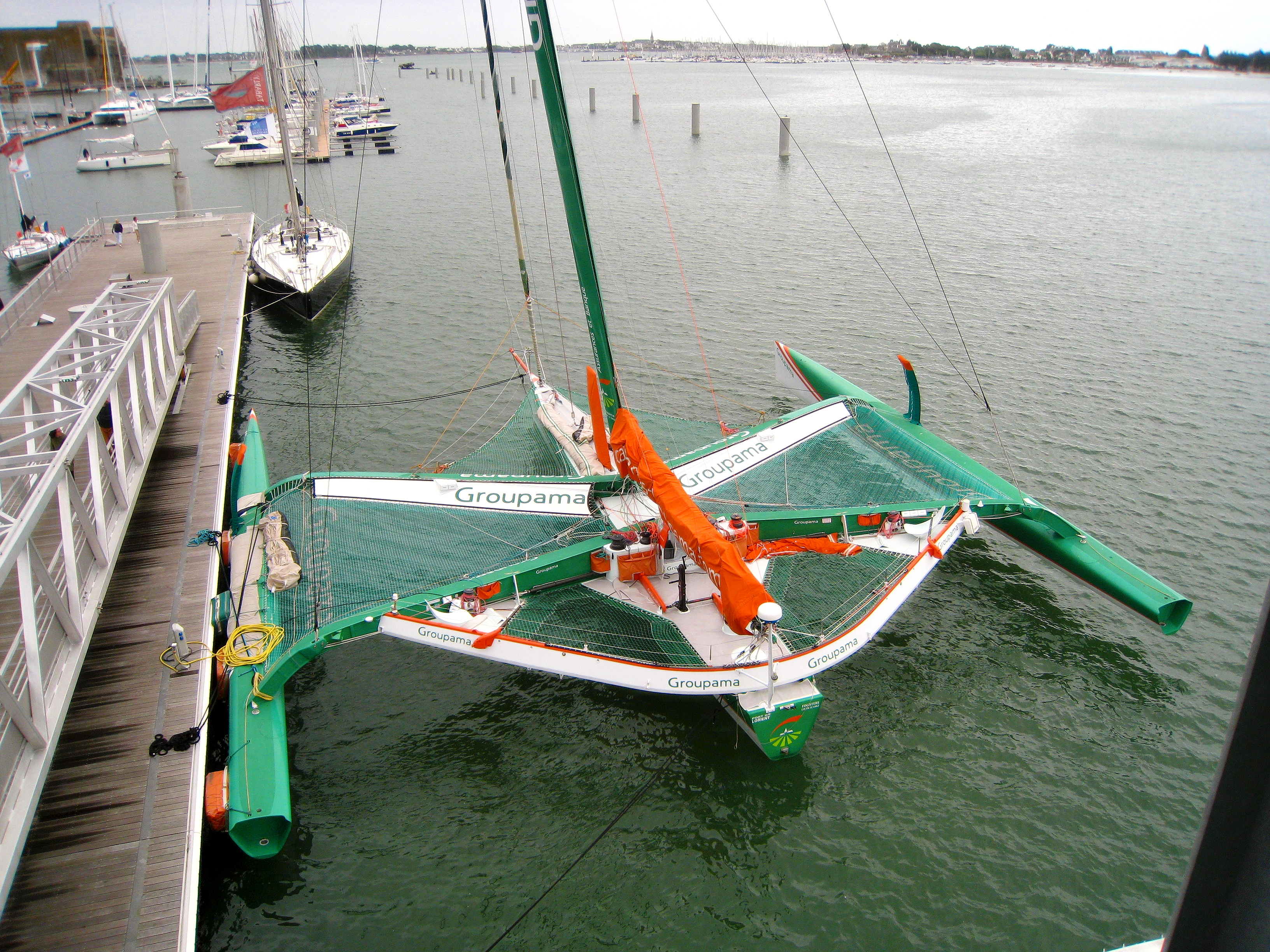
Groupama 2 im Hafen (Lorient 2008)

Cammas' Boote sind hauptsächlich Trimarane. Die Boote sind nach seinem Sponsor Groupama, einem französischen Versicherungs- und Bankunternehmen, benannt. Es sind:
- Groupama – von Cammas ab 1998 gesegelter Trimaran, inzwischen (Stand 2010) aber nicht mehr unter Cammas im Einsatz
- Groupama 2 – 60-Fuß-Trimaran, für Regatten gebaut; Stapellauf 21. Januar 2004,[8] Bootstaufe am 26. Juni 2004
- Groupama 3 – 105-Fuß-Maxi-Trimaran, u. a. mit Foils ausgestattet, primär für Rekorde ausgelegt; Stapellauf im Dezember 2004 (10 Crewmitglieder, aber in modifizierter Form für die Route du Rhum einhand gesegelt)
- Groupama 40 – 40-Fuß-(Extreme-40)-Katamaran, basierend auf den halb so großen Tornado-Katamaranen; Stapellauf März 2009 (4 Crewmitglieder und 1 Gast)
- Groupama 70 (ex-Ericsson 4) – 70-Fuß-Einrumpfboot (11 Crewmitglieder; gewann als Ericsson 4 das Volvo Ocean Race 2008/09)
- Groupama 4 – 70-Fuß-Einrumpfboot, gebaut für das Volvo Ocean Race, geplanter Stapellauf März 2011

## Regattaerfolge
- 2011/2012
  - 1. Platz Volvo Ocean Race mit seiner Crew „Groupama“[9]
- 2010:
  - 1. Platz Route du Rhum (Klasse: Ultime)[5]
  - 1. Platz Sevenstar round Britain and Ireland Race (auf Groupama 70)
- 2009: 1. Platz der Trophée Clairefontaine (jährliche, auf dem regatta-spezifischen Katamarantyp SailingOne 7.65m / (25') ausgetragene Regatta zwischen 10 der aktuell erfolgreichsten Regattasegler, die ihre Erfolge in der Regel mit sehr unterschiedlichen Segelbooten errungen haben; isg. dreimal gewonnen)[10]
- 2008:
  - 1. Platz Bol d’Or (Genfersee)[11]
  - 1. Platz Trophée SNSM[5]
  - 2. Platz F18-Weltmeisterschaft (1. Platz F-18-Frankreich-Meisterschaft)[5]
  - 2. Platz Spi Ouest-France (Bootstyp Open 7.50)[5]
- 2007:
  - 1. Platz Transat Jacques Vabre (bereits 2001 und 2003)[5]
  - 1. Platz ORMA-Weltmeisterschaft (sowie 5 weitere Male zwischen 2000 und 2007)[5]
- 2006:
  - 1. Platz ORMA-Weltmeisterschaft (sowie 5 weitere Male zwischen 2000 und 2007; 2006 Multi-Cup)
  - Gewinner aller ORMA-Grand-Prix' (sowie 2005): Fécamp, Portugal, Marseille, Trapani[5]
  - 1. Platz der Trophée Clairefontaine[10]
- 2005: Gewinner aller ORMA-Grand-Prix' (sowie 2006): L'Orient, Fécamp, Galizien, Marseille Métropole, Korsika[5]
- 2004:
  - 1. Platz ORMA-Weltmeisterschaft (sowie 5 weitere Male zwischen 2000 und 2007)[5]
  - 1. Platz Weltmeisterschaft Fico-Lacoste des skippers (sowie 2000)[5]
- 2003:
  - 1. Platz Transat Jacques Vabre (sowie 2001 und 2007)[5]
  - 1. Platz ORMA-Weltmeisterschaft (sowie 5 weitere Male zwischen 2000 und 2007)[5]
- 2001:
  - 1. Platz Transat Jacques Vabre (erneut 2003 und 2007)[5]
  - 1. Platz ORMA-Weltmeisterschaft (sowie 5 weitere Male zwischen 2000 und 2007)[5]
- 2000:
  - 1. Platz Transat Québec–Saint-Malo[5]
  - 1. Platz ORMA-Weltmeisterschaft (sowie 5 weitere Male zwischen 2000 und 2007)[5]
  - 1. Platz Weltmeisterschaft Fico-Lacoste des skippers (sowie 2004)[5]
  - 1. Platz der Trophée Clairefontaine[10]
- 1999:
  - 2. Platz Transat Jacques Vabre[5]
  - 2. Platz ORMA-Weltmeisterschaft[5]
- 1998: 3. Platz Route du Rhum[5]
- 1997: 1. Platz Solitaire du Figaro

## Rekorde
- Route de la Découverte (Cádiz–San Salvador): 7 Tage 10 Std 58 Min 53 Sek (aufgestellt: 24. April – 1. Mai 2007)[5]
- Miami–New York: 1 Tag 11 Std 5 Min 20 Sek (aufgestellt: 3.–4. Juni 2007)[5]
- Versegelte Distanz in 24 Stunden (vgl. Etmal): 794 Seemeilen (d. h. Durchschnitt von 33,08 Knoten) (aufgestellt: 19.–20. Juli 2007;[5] wurde gebrochen am 1. August 2009 durch Banque Populaire V mit 908 Seemeilen)
- Nordatlantiküberquerung (New York–Lizard Point): 4 Tage 3 Std 57 Min 54 Sek (aufgestellt: 19.–23. Juli 2007; wurde gebrochen am 2. August 2009)[5]
- Mittelmeerüberquerung (Marseille–Karthago/Tunesien): 17 Std 8 Min 23 Sek (aufgestellt: 15./16. Mai 2009; wurde gebrochen am 15. Mai 2010)[5]